# Dang-Haoussa II
Dang-Haoussa II est un village camerounais de la région de l'Est. Il dépend du département Lom-et-Djérem, de la commune de Bétaré-Oya et du canton de Yayoué. Il se trouve sur la route de Bétaré-Oya à Mararaba et à Mabélé. Il ne faut pas confondre le village de Dang-Haoussa II avec son homonyme, Dang-Haoussa I, un village voisin.

## Population
Selon un recensement de 1966, la population était alors de 93 habitants. Elle était de 239 habitants en 2005. 